# Pierre Galle
Pour les articles homonymes, voir Galle.
Pierre Galle est un joueur puis entraîneur français de basket-ball, né à Calais le 13 janvier 1945. Son frère, Jean, est également un joueur puis entraîneur de haut niveau.

## Biographie
Pierre Galle fait ses premières armes dans la cour de l’école Condé à Calais, pour commencer à glaner ses titres de noblesse au niveau des Flandres, puis avec l’équipe de France junior, avec laquelle il décroche le titre de vice-champion d'Europe, l'équipe de France dont il est le meneur de jeu et capitaine et surtout la mythique AS Berck, fleuron de la Côte d'Opale.
Il est le grand rival d'Alain Gilles tout au long des années 1970. Le quotidien L'Équipe le surnomme "le cerveau". Galle est sacré, sous la direction de son entraîneur de frère Jean Galle et aux côtés d'Yves-Marie Vérove, Jean Caulier et Didier Dobbels, deux fois Champion de France en 1973 (MVP 1973) et 1974 (MVP 1974).
Au plan européen, Pierre Galle mène deux fois l'AS Berck en demi-finale de la Coupe d'Europe des Clubs Champions (actuelle Euroligue) en 1974 et 1975.
Le capitaine de l'AS Berck était un meneur gaucher particulièrement adroit à mi-distance et même à très longue distance. Sa lecture du jeu et des situations lui permettent de faire briller ses coéquipiers.
Pierre Galle quitte l'AS Berck en 1977 pour rejoindre son frère au Caen Basket Club, et entamer sa reconversion. En 1981, il prend la direction du Centre de formation de l'AS Montferrand pour entraîner tour à tour les garçons en Nationale 2 (et même remettre le short pour les fins de matchs difficiles) et les filles menées par Catherine Malfois en Nationale 1.
En 1986, Louis Nicollin en fait le chef d'orchestre de son armada de Montpellier La Paillade en Nationale 2. En trois petites années, l'équipe atteint le plus haut niveau avec un effectif redoutable : Sam Mitchell (qui joue ensuite 15 années en NBA avant de devenir entraîneur des Raptors de Toronto), Rick Raivio (en), Appolo Faye le pivot du CSP Limoges, notamment. Au passage, il décroche les titres de Champion de France Nationale 2 et Pro B. En 1989 pour sa première saison dans l'élite, Montpellier se qualifie en Coupe Korać, avec une 5e place. La paire Raivio-Mitchell reste dans l'histoire de la Pro A comme la plus productive, les deux joueurs marquant chacun plus de 30 points et 10 rebonds de moyenne. Sam Mitchell est désigné en outre meilleur défenseur de la ligue et Rick Raivio joueur le plus complet.
En 1991, Pierre Galle devient entraîneur du Hyères Toulon Var Basket, alors en Nationale 2 puis en Pro B et découvre un jeune ailier de talent nommé Laurent Sciarra. Il fait passer ce dernier de l'aile au poste de meneur de jeu, avant qu'il ne devienne après une année sabbatique imposée par la rupture de son contrat avec le HTV au profit du PBR Paris, le multiple MVP du Championnat de France et meneur de l'équipe de France.
En 1995, il prend la direction générale des Spacer's de Toulouse en Nationale 2, qu'il fait rapidement accéder à la Pro B (Champion de France) puis à la Pro A.
À partir de 1997, Galle retrouve Montpellier où il s'installe comme directeur technique départemental où il retrouve Jean-Paul Beugnot avant de prendre la direction des féminines de Montpellier-Lattes qu'il fait accéder en Ligue professionnelle.
Entre 2005 et 2010, il dirige le centre de formation du club féminin de Montpellier-Lattes-Agglomération.

## Carrière

### Joueur
- ???? - ???? :  Calais (Nationale 2)
- 1965 - 1966 :  SA Lyon (Nationale 1)
- 1970 - 1976 :  AS Berck (Nationale 1)
- 1976 - 1977 :  AS Denain Voltaire (Nationale 1)
- 1977 - 1979 :  Caen Basket Club (Nationale 1)
- 1981 - 1983 :  Montferrand (Nationale 3)

### Statistiques
- Saisons en 1re division/ Nationale 1 : 10.
- Moyenne : 13,6 pts.
- Meilleures moyennes :
  - 1970-1971 (Berck 7°)   :  19.6 pts (MJ 26).
  - 1971-1972 (Berck 4°)   :  20.0 pts (MJ 24).
  - 1972-1973 (Berck 1°)   :  17.4 pts (MJ 30).
  - 1973-1974 (Berck 1°)   :  17.2 pts (MJ 30).
  - 1974-1975 (Berck 7°)   :  15.4 pts (MJ 29).
  - 1975-1976 (Berck 5°)   :  11.5 pts (MJ 29).
  - 1976-1977 (Denain 15°) :  15.1 pts (MJ 08).
  - 1977-1978 (Caen 5°)    :   4.1 pts (MJ 26).
  - 1978-1979 (Caen 7°)    :   3.7 pts (MJ 16).

### Entraîneur
- 1981-1985 :  AS Montferrand
- 1986-1989 :  Montpellier (N 1 A)
- 1989-1991 :  ASVEL Lyon-Villeurbanne (N 1 A)
- 1992-1994 :  Hyères-Toulon (Pro B)
- 1995-1997 :  Toulouse (Pro B) : Directeur Général
- 1999-2003 :  Montpellier-Lattes (LFB)
- 2005-Date inconnue mais en tout état de cause avant 2010 :  Directeur du centre de formation Montpellier-Lattes (LFB)

## Palmarès

### Joueur
- Championnat de France masculin de basket-ball Deuxième Division 1966 avec Calais (Joueur)
- Médaille d'Argent aux Championnats d'Europe Junior 1964 (Joueur)
- Championnat de France masculin de basket-ball ProA/Première Division 1973 et 1974 avec Berck (Joueur)
- Demi-finaliste de la Coupe d'Europe des Clubs Champions 1974 et 1975 avec Berck(Joueur)
- Meilleur joueur du Championnat 1973
- Meilleur joueur français 1974.

### Entraineur
- Demi-finaliste de la Coupe d'Europe féminine Ronchetti en 1985 avec l'AS Montferrand (entraîneur)
- Championnat de France masculin de basket-ball Deuxième Division 1987 avec Montpellier (entraîneur)
- Championnat de France masculin de basket-ball ProB 1988 avec Montpellier (entraîneur)
- Championnat de France masculin de basket-ball Deuxième Division 1995 avec Toulouse (Directeur Général)
- Championnat de France masculin de basket-ball ProB 1996 avec Toulouse (Directeur Général)
- Champion de France Universitaire 1999 et 2000 avec Montpellier Sup'de Co (entraîneur)